# Nelson Slade Bond
Nelson Slade Bond (23. listopadu 1908, Scranton, Pensylvánie – 4. listopadu 2006, Roanoke, Virginie) byl americký spisovatel science fiction, jeden z autorů období tzv. Zlatého věku sci-fi.

## Život
Mládí prožil ve Filadelfii, kam se se svou rodinnou přestěhoval po skončení první světové války. Zájem o psaní projevil již na střední škole. Během Velké hospodářské krize pracoval v pojišťovnictví. Roku 1932 začal studovat na Marshallově univerzitě v Huntingtonu v Západní Virginii. Zde začal psát cyklus povídek pro Huntington Herald Advertiser a stal se redaktorem vysokoškolských novin The Partheon. Po ukončení studia roku 1934 získal práci v otcově reklamní agentuře a oženil se svou láskou s vysoké školy Betty Gough Folsomovou. Brzy odešel pracovat do Nového Skotska, kde mu byla nabídnuto místo vedoucího public relations u jednoho z jeho klientů. Zároveň psal příspěvky pro místní noviny Ladies Home Journal.

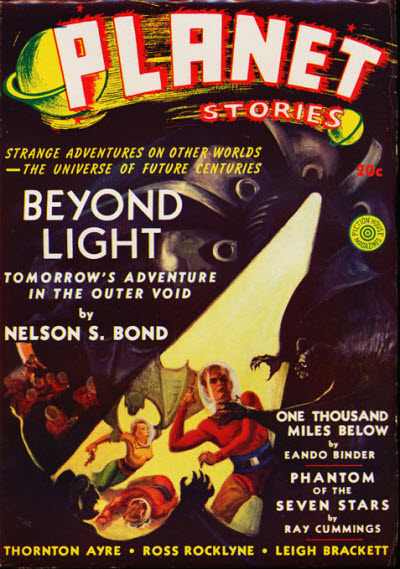
Obálka časopisu Planet Stories z roku 1940 s autorovou povídkou Beyond Light.

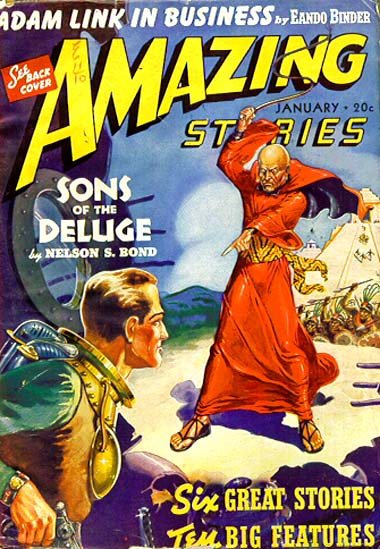
Obálka časopisu Amazing Storoes z roku 1940 s autorovou povídkou Sons of the Deluge.

Jako spisovatel začal psaním sportovních povídek. Do žánru science fiction vstoupil roku 1937 povídkou Down the Dimensions vydanou v pulpovém magazínu Astounding. Téhož roku vydal v Scribner's Magazine povídku Mr. Mergenthwirker's Lobblies (Chodby pana Mergenthwirkera), která se stala základem rozhlasového seriálu a roku 1957 televizní inscenace. Napsal celou řadu komických a potrhlých povídek vydávaných ve Fantastic Adventures, spolupracoval také s časopisem Blue Book. Záliba v rafinovaných pointách mu vynesla srovnání s O. Henrym. Prosadil se rovněž jako scenárista pro rozhlas. V letech 1943–1944 napsal například 46 půlhodinových kriminálních dramat pro stanici ABC.
K vrcholům jeho povídkové tvorby patří
- cyklus vtipných povídek o excentrickém vesmírném cestovateli Lanclotu Biggsovi, vycházející v letech 1939–1943,
- povídky s podivným vynálezcem Patem Pendingem, které vyšly v letech 1942–1957 v časopise Blue Book,
- příběhy Poctivce Sama McGheeho, které vyšly rovněž v časopise Blue Book v letech 1943–1951,
- povídky, jejichž hrdinou je podivín Hank-Horse-Sense. vycházející v časopise Amazing v letech 1940–1942,
- čtyři postkatastrofické příběhy s mladou kněžkou Meg z let 1939–1942.[1]

Svou spisovatelskou činnost ukončil roku 1959, protože podle jeho názoru tím, že skončila doba pulpových magazínů, zároveň skončilo období psaní pro radost. Začal pracovat v reklamní agentuře v Roanoke ve Virginii. Roku 1965 kvůli potížím s vředy reklamní agenturu opustil, začal pracovat v antikvariátu, stal se obchodníkem se vzácnými knihami a posléze přijal členství v Antiquarian Bookmen's Association. Na žádost fanoušků vydal další dva příběhy až roku 1995 a 1999. Kromě toho byl i filatelista. Roku 1998 byl organizací SFWA (Science Fiction and Fantasy Writers of America) oceněn titulem Author Emeritus (zasloužilý autor) za své zásluhy pro žánr sci-fi.

## Dílo

### Povídky (výběr)
- Down the Dimensions (1937).
- Mr. Mergenthwirker's Lobblies (1937, Chodby pana Mergenthwirkera), podle povídky byl roku 1947 natočen britský televizní film (režie Eric Fawcett)..
- Beyond Light (1940)
- Sons of the Deluge (1940)
- Conqueror's Isle (1946, Ostrov dobyvatelů).
- The Gripes of Wraith (1946, Špiritistická seance).
- Vital Factor (1951, Životně důležitý faktor).
- Case History (1958).
- Pipeline to Paradise (1995).
- Proof of the Pudding (1999).

### Sbírky povídek
- Mr. Mergenthwirker's Lobblies and Other Fantastic Tales (1946).
- The Thirty-First of February (1949, Třicátého prvního února).
- The Remarkable Exploits of Lancelot Biggs, Spaceman (1950, Pozoruhodné činy Lancelota Biggse, astronauta), sbírka vtipných povídek o excentrickém vesmírném cestovateli, které původně vyšly v letech 1939–1943.
- No Time Like the Future (1954).
- Nightmares and Daydreams (1968).
- The Far Side of Nowhere (2002).
- Other Worlds Than Ours (2005).

### Romány
- Exiles of Time (časopisecky 1940, knižně 1949), katastrofický příběh z Lemurie zničené zásahem komety, první část volné románové tetralogie.
- Sons of the Deluge (časopisecky 1940), druhá část volné tetralogie.
- Gods of the Jungle (časopisecky 1942), třetí část tetralogie.
- That Worlds May Live (časopisecky 1943, knižně 2002), závěrečná část tetralogie, v níž je existence lidstva ohrožena smršťující se Sluneční soustavou.